# Discografia dei Nazareth
Questa voce contiene la discografia dei Nazareth, dagli esordi fino ad oggi.

## Album

### Album in studio
- 1971 - Nazareth
- 1972 - Exercises
- 1973 - Razamanaz
- 1973 - Loud 'n' Proud
- 1974 - Rampant
- 1975 - Hair of the Dog
- 1976 - Close Enough for Rock 'n' Roll
- 1976 - Play 'n' the Game
- 1977 - Expect No Mercy
- 1979 - No Mean City
- 1980 - Malice in Wonderland
- 1981 - The Fool Circle
- 1982 - 2XS
- 1983 - Sound Elixir
- 1984 - The Catch
- 1986 - Cinema
- 1989 - Snakes 'n' Ladders
- 1991 - No Jive
- 1994 - Move Me
- 1998 - Boogaloo
- 2008 - The Newz
- 2011 - Big Dogz
- 2014 - Rock 'n' Roll Telephone
- 2018 - Tattoed on My Brain
- 2022 - Surviving the Law

### Album dal vivo
- 1972 - BBC Radio 1 Live in Concert
- 1973 - Live in Concert
- 1981 - Snaz
- 1998 - Live at the Beeb
- 2001 - Homecoming
- 2003 - Alive and Kicking

### Raccolte
- 1975 -  Greatest Hits
- 1977 - Hot Tracks
- 1993 - From the Vaults
- 1998 - Greatest Hits Volume II
- 2001 - The Very Best of Nazareth
- 2004 - Maximum XS: The Essential Nazareth
- 2004 - Golden Hits Nazareth
- 2018 - Loud & Proud! Anthology